# Sind
 Ovo je glavno značenje pojma Sind. Za druga značenja pogledajte Sind (razdvojba).
Sind (Sindhī: سنڌ, Urdū: سندھ) je jedna od četiri pokrajina Pakistana te postojbina Sindha, Muhajira i drugih etničkih grupa. 
Susjedna područja su Baludžistan na zapadu i sjeveru, Pandžab na sjeveru, Radžastan (Indija) na istoku te Arapsko more i Gudžerat (Indija) na jugu. Glavni jezici su sindhi i urdu. 
Poznat pod različitim imenima u povijesti, naziv za Sind dolazi od Indo-Arijaca čije su legende tvrdile da rijeka Ind izvire iz ždrijela lava (Sinh-ka-bab). Na sanskrtu je provincija dobila ime Sindhu što znači "ocean". 
Asirci (još u 7. stoljeću pr. Kr.) ovo područje su poznavali pod nazivom Sinda, Perzijanci kao Abisind, Grci kao Sinthus, Rimljani kao Sindus, Kinezi kao Sintow, dok su je Arapi prozvali Sind. Spominje se kao dio Abhirrdeshe (Kraljevstvo Abhira) u Srimad Bhagavatamu. 
Porijeklo imena je iz sanskrtskog 'Sindhu' ili 'more'. U drevnim razdobljima, postojale su dvije regije na današnjem prostoru ('Sindh' na zapadu, koji se prostirao do grada Multana i 'Hind' (moderna Indija) na zapadu). Sind je bio prvo mjesto gdje se islam proširio u južnoj Aziji nakon dolaska omejidskog vojskovođe Muhammada bin Qasima. Zbog toga se često naziva "Bab-al-Islam" (Dom islama).